# Probably (песня)
«Probably» — песня немецкой поп-рок-группы Fool's Garden из альбома Go and Ask Peggy for the Principal Thing, выпущенная 25 августа 1997 года в качестве второго сингла для его продвижения. Песня считается вторым крупным успехом группы после «Lemon Tree», выпущенной в 1995 году. Дмитрий Бебенин, редактор портала Звуки.Ру, отметил схожесть стиля песни с музыкой Пола Маккартни.
«Probably» получила широкую поддержку со стороны радиостанций из множества стран: Германии, Испании, Швейцарии, Венгрии, Италии, Бельгии, Франции, Дании, Польши, России, Греции, Латвии, Словакии, Эстонии, Турции, Украины, Литвы и Швеции. В 1997 году песня едва не вошла в топ-50 самых проигрываемых песен в Европе. Композиция также была включена в саундтрек к сериалу «Комиссар Рекс».
К песне был снят видеоклип, режиссёром которого стал Ник Лайон.

## Список композиций
| №                   | Название                                | Автор(ы)                                         | Длительность |
| ------------------- | --------------------------------------- | ------------------------------------------------ | ------------ |
| 1.                  | «Probably»                              | Фолькер Хинкель, Петер Фройденталер              | 2:50         |
| 2.                  | «When The Moon Kisses Town»             | Фолькер Хинкель, Петер Фройденталер, Роланд Рёль | 4:35         |
| 3.                  | «Sing For You (Studio-Session-Mix '92)» | Фолькер Хинкель, Петер Фройденталер              | 3:55         |
| Общая длительность: | Общая длительность:                     | Общая длительность:                              | 11:20        |

Композиция «When The Moon Kisses Town» присутствовала в альбоме Go and Ask Peggy for the Principal Thing, как и сама песня «Probably». «Sing For You» до этого официально не издавалась и была выпущена только на данном релизе. Она была записана в процессе одной из сессий группы на New Line Studio в 1992 году в процессе записи альбома Once in a Blue Moon.

## В записи участвовали
- Петер Фройденталер — композитор, вокал
- Фолькер Хинкель — композитор, гитара, бэк-вокал
- Роланд Рёль — клавишные, бэк-вокал
- Томас Мангольд — бас-гитара, бэк-вокал
- Ральф Вохеле — ударные, бэк-вокал

## Позиции в чартах
| Год  | Организация            | Чарт                 | Позиция | Недели |
| ---- | ---------------------- | -------------------- | ------- | ------ |
| 1997 | Music & Media          | Border Breakers      | 6       | 15     |
| 1997 | Music & Media          | Major Market Airplay | 1       | 4      |
| 1997 | GfK Entertainment GmbH | Media Control Charts | 86      | 8      |

| Год  | Организация   | Рейтинг                              | Позиция |
| ---- | ------------- | ------------------------------------ | ------- |
| 1997 | Music & Media | Топ-50 разрушителей границ 1997 года | 33      |